# Physiphora tarsata
Physiphora tarsata är en tvåvingeart som först beskrevs av Macquart 1851.  Physiphora tarsata ingår i släktet Physiphora och familjen fläckflugor.
Artens utbredningsområde är Réunion. Inga underarter finns listade i Catalogue of Life.